# Agrio (hijo de Odiseo)
En la mitología griega, Agrio (en griego antiguo: Ἄργιον) es uno de los hijos de Odiseo y Circe, hermano de Latino y Telégono.
M. L. West en su edición comentada de la Teogonía de Hesíodo pone contraposición una serie de ideas que han tenido filólogos e historiadores sobre las características esenciales del personaje de Agrio. En primer lugar, se establece la teoría de Ulrich von Wilamowitz sobre que Agrio es un nombre ficticio, aunque M. L. West no está convencido. En segundo lugar, analiza el postulado de Albert Hartmann, en la cual Agrio sería el epónimo del pueblo tracio de los agrianes, al considerar la presunta ignorancia geográfica de Hesíodo, pero aunque M. L. West está de acuerdo en las incongruencias espaciales en la concepción hesiódica, le parece algo exagerado una confusión por parte de Hesíodo entre un héroe epónimo de un tribu tracia y ligarlo a personajes relacionados con los tirrenos. Por último, en su repaso historiográfico, da cuenta de quienes creen —como M. Durante— que Agrio es parte de la historia mítica o etnográfica de Italia, identificándolo como Silvio, nieto de Latino o el rey albano Agripa.
Bajo este mismo análisis que hace M. L. West, a la que le da más crédito es la propuesta por autores como K. Müllenhoff y F. Altheim, quienes creen que Agrio es el dios romano Fauno —hijo de Circe y de Poseidón, según Nono de Panópolis— y que correspondería a uno de los reyes míticos itálicos como su hermano Latino. En este sentido, M. L. West concluye que si se ha de aceptar esa hipótesis, se debe pensar que Latino reinó después de Agrio.